# Mungarathoona Creek
Mungarathoona Creek est un cours d'eau de 41,6 km de long de la région de Pilbara en Australie-Occidentale.
Elle prend sa source à 116 m d'altitude sous la colline Toongawooroo et se jette dans la Robe River à une altitude de 80,2 m, soit un dénivelé de 35,5 m. Il a un affluent principal, le ruisseau Red Hill.